# Neuer Künstlerischer Tanz
Neuerer Künstlerischer Tanz (NKT) bezeichnet Modernen Tanz oder Ausdruckstanz. Der Begriff stammt aus den 1920er Jahren und wurde 1951 von Gret Palucca als Bezeichnung für ihr pädagogisches Tanzkonzept reaktiviert sowie durch die miteingeführte Abkürzung NKT verfremdet.
Paluccas Konflikte mit der SED-Kulturpolitik gelten als Ursache für die neue Terminologie, denn durch den Beschluss des ZK der SED vom 17. März 1951, den Formalismus in der Kunst zu bekämpfen, drohte der Palucca Schule Dresden die Umwandlung in eine Ballettschule nach sowjetischem Vorbild. Palucca versuchte ihre pädagogischen Ideale unter dem Begriff NKT zu verteidigen und durch die Vermeidung des Begriffes Ausdruckstanz, den Modernen Tanz in den Lehrplänen der Palucca Schule zu erhalten.
Akzeptanz durch die SED-Kulturpolitik erhielt der NKT erst ab 1958 durch die Inszenierungen Zugvögel und Die den Himmel verdunkeln sind unsere Feinde von Ruth Berghaus, die den Neuen Künstlerischen Tanz mit dem Sozialistischen Realismus vereinten.